# Schnidehorn
Das Schnidehorn ist ein Berggipfel im Wildhornmassiv in den westlichen Berner Alpen an der Grenze zwischen den Kantonen Bern und Wallis in der Schweiz.
Das Schnidehorn hat eine Gipfelhöhe von 2937 m ü. M. und liegt nordöstlich des Wildhorns. Es liegt südlich der Wildhornhütte und ist von dieser in leichter Kletterei in etwa zwei Stunden zu erreichen, im Winter auch mit Ski.